# HD 159082
HD 159082，又名BD+12 3241，SAO 102897、HR 6532，是一颗恒星，视星等为6.42，位于銀經34.98，銀緯22.9，其B1900.0坐标为赤經17h 27m 35.5s，赤緯+12° 22.9′ 9″。